# Le Cros
Cros – miejscowość i gmina we Francji, w regionie Oksytania, w departamencie Hérault.
Według danych na rok 1990 gminę zamieszkiwały 32 osoby, a gęstość zaludnienia wynosiła 1 osób/km² (wśród 1545 gmin Langwedocji-Roussillon Cros plasuje się na 868. miejscu pod względem liczby ludności, natomiast pod względem powierzchni na miejscu 162.).